# تپه روستای طرایقه
تپه روستای طرایقه مربوط به سده‌های اولیه و میانه و متاخر دوران‌های تاریخی پس از اسلام است و در شهرستان کبودرآهنگ، بخش گل تپه، دهستان گل تپه، روستای طرایقه بزرگ واقع شده و این اثر در تاریخ ۷ اسفند ۱۳۸۶ با شمارهٔ ثبت ۲۱۵۹۰ به‌عنوان یکی از آثار ملی ایران به ثبت رسیده است.